# Pere Egbi
 (avril 2023).
Pere Egbi (né le 27 juin 1985) est un acteur américano-nigérian. 

## Biographie
Sa carrière débute en 2006 avec le film Abuja Top Ladies,,. Il est connu pour avoir joué dans les films The Perfect Arrangement d’Amazon Prime Video, Chimera et Intruder,,.